# 南部清政
南部 清政（なんぶ きよまさ）は、南北朝時代から室町時代の武将。甲斐南部氏第3代当主南部義重の曾孫。

## 生涯
永和元年（1375年）に将軍足利義満の石清水御参詣の随兵の陣中に小笠原長政、武田信氏らとともに名を連ね、その子孫は奥氏を名乗ったとしている。